# Sandovalina (ort)
Sandovalina är en ort i Brasilien.   Den ligger i kommunen Sandovalina och delstaten São Paulo, i den södra delen av landet, 800 km sydväst om huvudstaden Brasília. Sandovalina ligger 401 meter över havet och antalet invånare är 3 699.
Terrängen runt Sandovalina är platt. Runt Sandovalina är det mycket glesbefolkat, med 4 invånare per kvadratkilometer..
Omgivningarna runt Sandovalina är huvudsakligen savann.